# Cortona

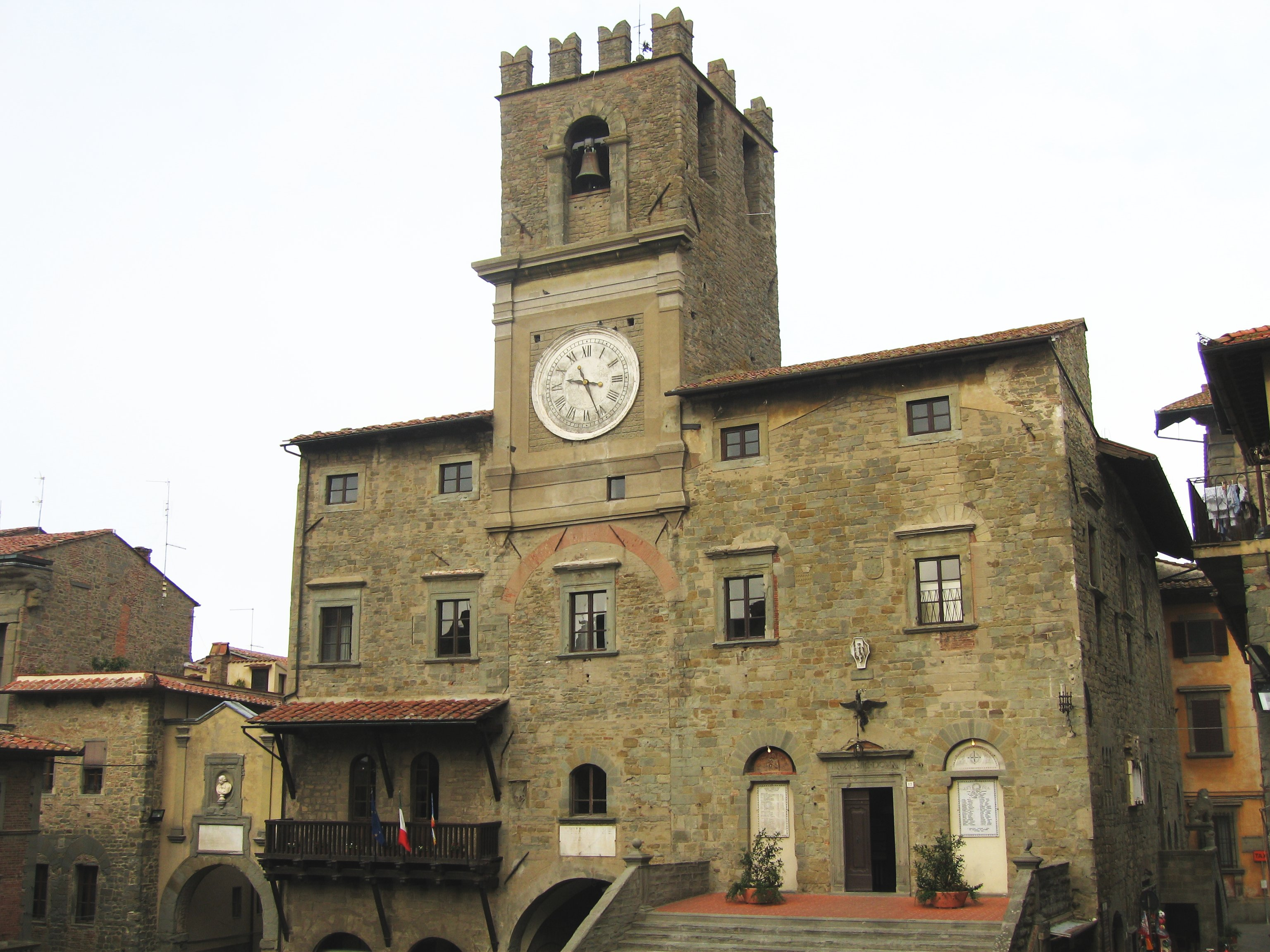
Ratusz

Cortona – miasto i gmina we Włoszech, w regionie Toskania, w prowincji Arezzo.
Według danych na styczeń 2009 gminę zamieszkiwało 23 031 osób przy gęstości zaludnienia 67,3 os./km².

## Historia
- założone przez Etrusków[1]
- 130 p.n.e. – nadanie rzymskich praw miejskich
- XII i XIII wiek – złoty wiek miasta
- 1411 – Florencja uzyskuje władzę nad miastem

## Zabytki
- Ratusz zbudowany 1240, następnie przebudowany pod koniec XIII i w XVI wieku. Charakterystyczną cechą budynku są wielkie odkryte schody.
- Palazzo Casali – pałac z fasadą ozdobioną herbami florentyńskich wójtów. W pałacu obecnie mieści się Accademia Etrusca założona w 1726
- Twierdza Medyceuszy – zbudowana przez Kosmę I w 1556
- Katedra Santa Maria – zbudowana w latach 1456–1502 na podstawie projektu Giuliana da Sangallo.
- Muzeum diecezjalne – mieszczące się w budynku naprzeciw katedry ze zbiorami malarstwa (m.in. Fra Angelico, Luca Signorelli, Pietro Lorenzetti oraz zabytkami rzymskimi (m.in. sarkofag z II wieku)).
- XV-wieczny kościół San Domenico, pierwotnie część klasztoru Dominikanów. Wewnątrz obrazy Luki Signorellego i ołtarz Lorenza Gerriniego.

## Miasta partnerskie
- Athens
- Château-Chinon
- Kruja
- San Josè de Los Remates
- Újbuda
- Czechowice-Dziedzice